# Китайський коледж об'єднаного світу Чаншу
Китайський коледж об'єднаного світу Чаншу (англ. United World College of Changshu China (UWC Changshu), кит.: 常熟世界联合书院) — міжнародний коледж-інтернат, розташований у повітовому місті Чаншу на березі оз. Куньчен, а фактично — на острові, який з'єднує із берегом дорога Куньченхуксі-Вест-Роад. В школі виховуються та навчаються учні старших класів із 54 країн світу. Коледж входить до мережі Коледжів об'єднаного світу.

## Історія
КНР долучилася до міжнародного освітнього руху «Коледжі об'єднаного світу» у 1973, коли перша група із 15 китайських учнів під патронатом прем'єра Чжоу Еньлая була відібрана і направлена на навчання до Атлантичного Коледжу Об'єднаного Світу. Відтоді Китай став активним учасником цього міжнародного освітнього руху.
Протягом наступних років учні для навчання в Коледжах Об'єднаного Світу відбиралися Міністерством закордонних справ Китайської Народної Республіки, Міністерством освіти Китайської Народної Республіки та рядом профільних шкіл і організацій.
Мрію відомого китайського захисника прав інвалідів, випускника Коледжу об'єднаного світу Нордичного Червоного хреста Вана Цзяпена (відомий як Марк Ван) створити коледж об'єднаного світу в Китаї підтримали його друзі з Норвегії, засновники норвезького коледжу, Том Ґресвіґ та Маґне Б'єґне, органи влади Чаншу, доброчинці та учень і «права рука» відомого архітектора зі світовим іменем Бея Юйміна — архітектор Мо Пін, який розробив архітектурний проект кампусу та інфраструктури коледжу.
у 2003 до Міжнародної Ради Коледжів Об'єднаного Світу було подано заявку та проект техніко-економічного обґрунтування.
2010-го був створений «Національний комітет UWC материкового Китаю», який взяв на себе роль відбору учнів для навчання у світовій мережі шкіл та коледжів UWC. Ван-Марко Цзяпен став головою комітету.
22 квітня 2013 було підписано проект угоди про співробітництво із Міжнародною Радою UWC, який офіційно започаткував процес створення коледжу.
29 березня 2014 року відбулася урочиста церемонія закладання першого каменю і будівництво кампусу офіційно розпочалося. 24 листопада основні будівельні роботи було завершено і коледж отримав від Міжнародної Ради UWC остаточне схвалення на початок прийому учнів, починаючи із 2015-го. Офіційному відкриттю передувала копітка робота. Окрім будівництва та оздоблювальних робіт вирішувалися організаційні питання, підбір, навчання та атестація кадрів і викладачів. Проводилися роботи з підготовки до роботи коледжу та до його акредитації.
8 травня 2015 року коледж успішно пройшов процедуру акредитації освітньої програми «Diploma Programme» (укр. Програма для здобуття диплома) власником та розробником цієї програми, некомерційним освітнім фондом «International Baccalaureate®».
7-13 листопада 2015 в Китайському Коледжі Об'єднаного Світу Чаншу відбулася урочиста церемонія відкриття за участі Її Величності королеви Йорданії Нур аль-Хусейн, яка наразі є президентом Коледжів Об'єднаного Світу. Того ж року коледж прийняв перших 129 учнів із 54 різних країн і регіонів світу. Приблизно третина учнів була з 20-ти провінцій і міст материкового Китаю, а також, із Сучжоу.

## Опис
Кампус коледжу розташовується на острові, що на озері Куньчен, та займає площу 72 000 кв.м. На територій кампусу розташовуються:
- Багатофункціональний Центр виконавських мистецтв, у якому є театр на 600 місць, театр «Блек Бокс», музичні та театральні студії, студія звукозапису.
- Спорткомплекс із плавальним басейном з підігрівом, баскетбольним майданчиком, критою біговою доріжкою, кардіо- та важкоатлетична тренажерні зали, танцювальна зала та стіна для скелелазіння.
- Відкриті спортивні майданчики із біговою доріжкою, футбольним полем, баскетбольними і волейбольними майданчиками, тенісними кортами.
- Бібліотека.
- Основний навчальний корпус із навчальними класними кімнатами та навчальними лабораторіями з фізики, хімії, біології.
- Два допоміжні навчальні корпуси.
- Три житлові корпуси для проживання учнів та два для проживання персоналу.

У коледжі навчаються та виховуються учні старших класів віком 16-19 років (11 та 12 класи). У планах розвитку планується також набирати на навчання до 10-го класу учнів з тих країн, у яких рівень освітніх програм нижчий від програм Міжнародного бакалаврату. У 10-му класі для таких учнів закладають основи, необхідні для опанування програм міжнародного бакалаврату, та навчають і вдосконалюють рівень знань з англійської, як основної мови навчання, та китайської, як основної мови спілкування у коледжі і за його межами.
Претенденти на навчання відбираються Національними комітетами «Коледжів Об'єднаного Світу», розташованими більше, ніж у 150 країнах. Разом із тим, коледж має право самостійно приймати обмежену квлькість учнів, виходячи із фінансового становища. Під час прийому визначається розмір стипендії, яку буде надано учневі коледжу на навчання. Це може бути як 100 % стипендія, яка покриває усі витрати на навчання, проживання і харчування учня, так і часткова, визначена з огляду на статки сім'ї учня. Остаточне рішення про прийом і розмір стипендії приймає коледж.
На 2017—2019 навчальні роки претенденти з України беруть участь у конкурсному відборі, змагаючись за право стати учнем цього коледжу із стипендією, яка може покрити від 0 % до 49 % вартості за навчання, проживання та харчування.

## Освітні програми
Китайський коледж об'єднаного світу Чаншу пропонує Програму для здобуття диплома міжнародного бакалаврату для учнів 11 і 12 класів, а також, спеціально розроблену підготовчу програму для учнів 10 класу, необхідну як основу для опанування цієї програми.
Усі навчальні предмети, які входять до цієї програми, поділені на шість груп:
- мова та література
- друга іноземна мова
- суспільствознавство
- природничі науки
- математика
- мистецтво і культура

Детально про усі предмети, що входять до кожної з цих груп, можна довідатися із інформації про галузь акредитації коледжу на сайті Міжнародного бакалаврату.
Для можливості здобути «ib-диплом» учень за два роки навчання повинен опанувати принаймні по одному предмету із кожної з груп навчальних предметів. При цьому, допускається замість предмету з шостої групи додатково обрати будь-який з предметів, що входять до 1-5 груп. Учень може обирати конкретні предмети в залежності від того, яку професію планує опановувати і від того, які саме предмети потрібні для прийому у конкретні навчальні заклади, де планується здобувати вищу освіту.
Дипломи про середню освіту (англ. The IB diploma) надають можливість здобувати вищу освіту та приймаються і визнаються більше, ніж 2 337 університетами у 90 державах світу. Наразі випускники коледжу продовжують навчання у 56 кращих навчальних закладах світу.